# Selbstbedienungskasse

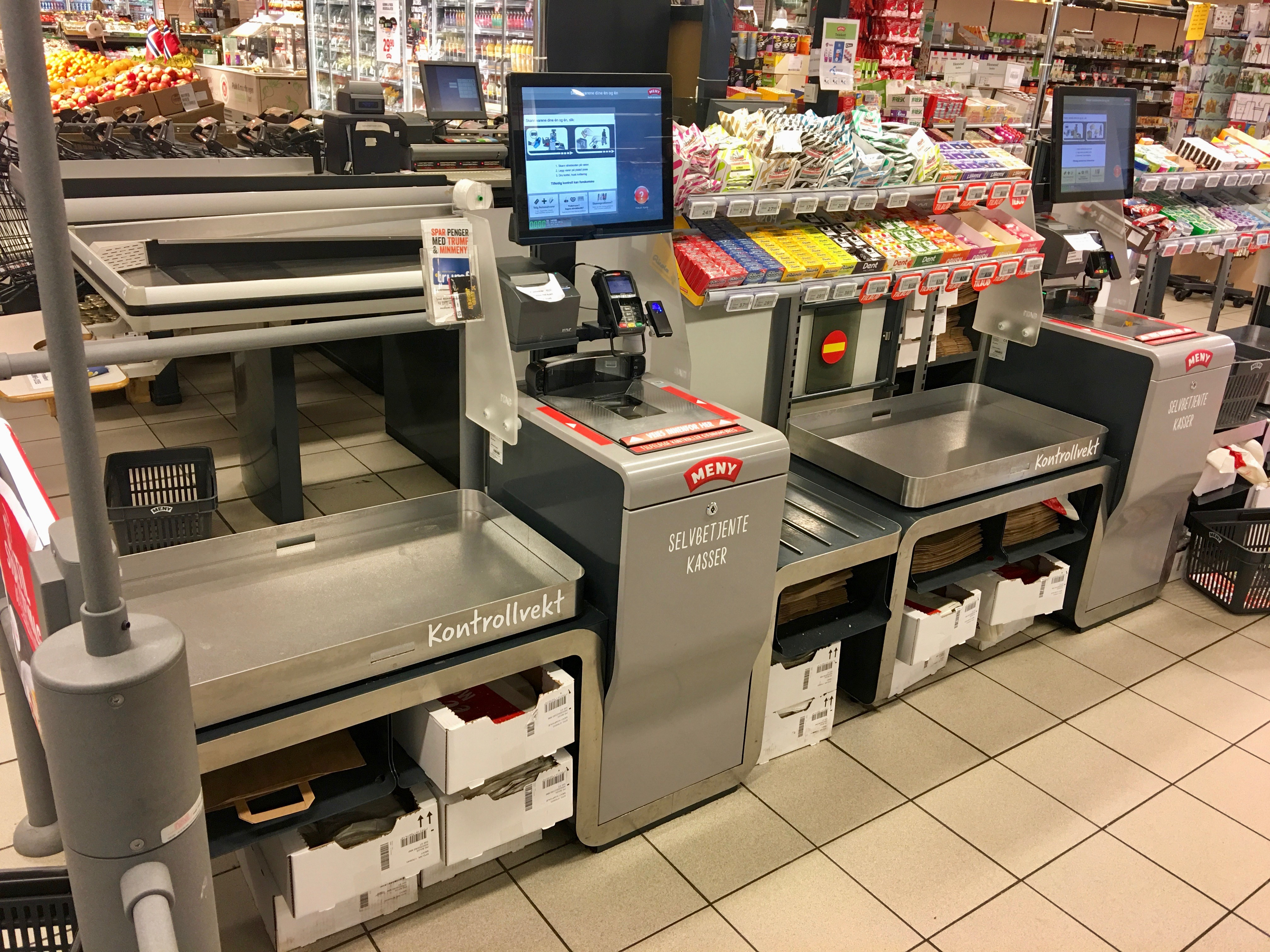
Selbstbedienungskasse in einem Meny-Supermarkt in Norwegen

Eine Selbstbedienungskasse (kurz SB-Kasse, in der Schweiz oft als self-scanning bzw. self-checkout (SCO) bezeichnet) ist eine Kasse im Einzelhandel oder in der Gastronomie, bei der kein fester Kassierer arbeitet, sondern die Kunden selbst die Waren einscannen und bezahlen. Meist steht ein Mitarbeiter in der Nähe, der bei Problemen hilft.

## Einsatz
Die Selbstbedienungskassen werden vom Einzelhandel vor allem wegen folgender Gründe aufgestellt:
- Mit einer Selbstbedienungskasse lassen sich die Personalkosten einer Filiale reduzieren. Rund 25 bis 30 % der Personalkosten einer Filiale entfallen auf den Kassenbereich.[2]
- Der Platzbedarf ist ebenfalls geringer. Im Vergleich zu einer konventionellen Kasse können zwei Selbstbedienungskassen aufgestellt werden. Durch die höhere Kassenanzahl lassen sich so auch Warteschlangen reduzieren.

## Bedienung
Bereits 1965 wurden in einer Migros-Filiale in Zürich-Wollishofen sogenannte „Selbsttipp-Kassen“ getestet, bei welchen die Kunden die Preise selbst in die Kasse eingeben mussten. Dies hat sich jedoch nicht durchgesetzt.

### Systeme mit Handscannern
Bei heutigen Selbstbedienungskassen führt der Kunde jede einzelne Ware an einem Barcodeleser vorbei. Anhand des EAN-Codes wird über eine Datenbank der Preis ermittelt und in der Kasse addiert.
Bei einigen Systemen wird über eine Datenbank das Gewicht des Artikels festgestellt und das Gesamtgewicht des Einkaufs ermittelt. Bei einigen Systemen werden die Artikel gewogen und die gespeicherten Einzelgewichte der Waren werden mit dem Gewicht des gesamten Einkaufs verglichen. Damit soll sichergestellt werden, dass alle Artikel, die sich im Wagen befanden, auch gescannt und damit bezahlt wurden.
Andere Systeme arbeiten mit einem Handscanner. Der Kunde scannt die Artikel bereits im Markt während des Einkaufs. Bezahlt wird, ohne dass die Artikel nur für den Kassiervorgang erneut gescannt werden müssen. Die Daten aus dem Handscanner werden elektronisch an die Kassenterminals übermittelt.
Verschiedene Händler haben auch Systeme, bei denen Einkäufe während des Einkaufs mit einer speziellen App gescannt werden können und an einer Sonderkasse bezahlt werden; für größere Einkäufe gibt es spezielle Einkaufswagen die statt eines Korbträgers über eine Plattform zum Abstellen von Einkaufstaschen verfügen, so dass nach dem Einkauf kein Umladen nötig ist, sowie einen in einen Holm integrierte Scanner, an dem die Waren während des Einkaufs gescannt werden müssen.
Die Bezahlung des Einkaufs kann im Regelfall bar, per Debit- oder Kreditkarte sowie mittels Gutschein erfolgen.

### RFID-basierte Systeme
Mit Hilfe von an den Artikeln befestigten RFID-Tags müssen die einzelnen Artikel nicht mehr per Hand gescannt werden, sondern werden automatisch von der Kasse erfasst. Ein Beispiel für die Anwendung dieses Systems ist der französische Hersteller für Sportartikel „Decathlon“.

### Kamerabasierte Systeme
Besonders zur Erkennung von Mahlzeiten und Lebensmitteln eignet sich das Scannen von Barcodes nur bedingt, da die wenigsten Artikel mit solchen ausgestattet sind. Auch das Anbringen von RFID-Tags ist oftmals aufwändig und kostenintensiv. Daher werden für das Bezahlen von Lebensmitteln und Mahlzeiten kamerabasierte Self-Checkout-Systeme verwendet, die mit Hilfe von künstlicher Intelligenz die Gerichte erkennen und in das Kassensystem buchen. Ein beliebtes Anwendungsgebiet für diese Systeme sind Kantinen und Mensen, wo eine schnelle Bezahlung besonders zu Stoßzeiten wichtig ist. Innerhalb der Gastronomiebranche zieht diese Technologie zunehmend Aufmerksamkeit auf sich und wird inzwischen von verschiedenen Dienstleistern und Caterern eingesetzt.

## Verwendung

### Deutschland
In Deutschland werden Selbstbedienungskassen zum Beispiel bei IKEA sowie bei einigen Filialen der Handelsketten Real, Globus, Famila, Edeka, Rewe, Netto-Marken-Discount, Kaufland sowie Rossmann eingesetzt.
2004 begann die Supermarktkette extra, die später überwiegend von Rewe übernommen wurde, mit den ersten Tests. 2021 startete Aldi Süd in Stuttgart einen Test mit Selbstbedienungskassen, 2022 folgte Lidl.

### Schweiz

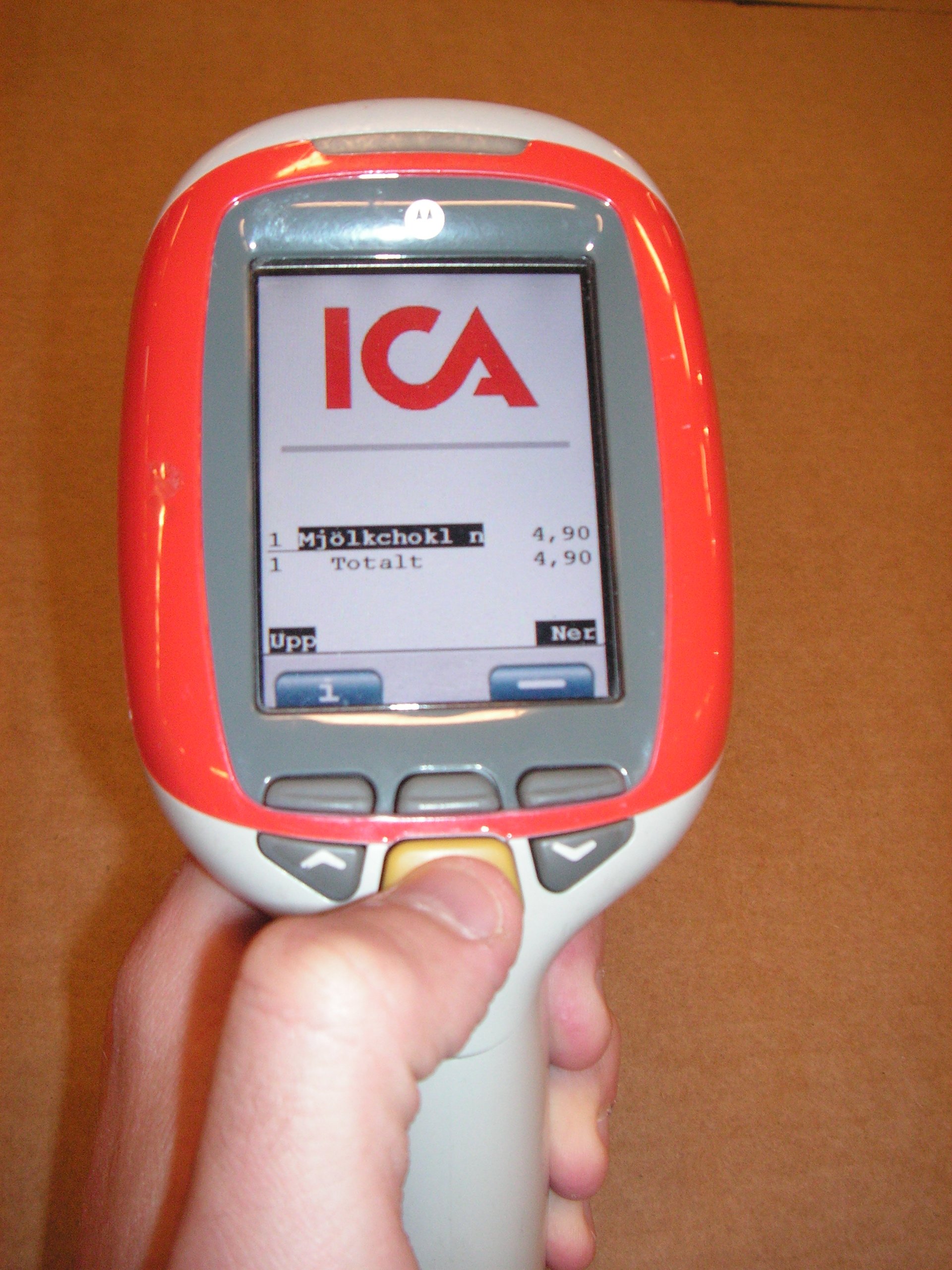
Self-Scanning mit Handscanner (ein baugleiches Modell wird bei Coop verwendet)

In größeren Einkaufshäusern oder an hochfrequentierten Orten stellt der Coop seit 2005 und die Migros seit 2011 Selbstbedienungskassen zur Verfügung, wobei zwischen Self-Scanning und Self-Checkout unterschieden wird. Akzeptiert werden die eigenen Gutschein- sowie die gängigen Debit- und Kreditkarten, Mobile Payment, als auch eigene Apps mit Zahlfunktion und bei Coop auch Bargeld.
Die Migros nennt ihr Selbstscanningkonzept subito. Sie unterscheidet zwischen Self-Scanning, dem Scannen mit einem Handscanner und der Bezahlung des fälligen Betrags an einem Terminal am Schluss, und dem Self-Checkout, dem Scannen und Bezahlen an einer Kasse. Während bei ersterem das Kundenbindungsprogramm Cumulus vorausgesetzt wird, ist dies bei letzterem nicht notwendig.
Bei Coop ist Passabene Self-Scanning, das Scannen mit einem Handscanner oder dem eigenen iOS- bzw. Android-Smartphone und dem Bezahlen an einem Selbstbedienungsterminal oder alternativ an einer bedienten Kasse, im Einsatz. Beim Self-Checkout dagegen wird die Ware am Schluss an einem Terminal eingescannt und dort bezahlt. Auch bei Coop ist beim Self-Scanning die Teilnahme am Supercard-Kundenbindungsprogramm Pflicht. Im Jahr 2021 hat Coop die Handscanner von Motorola (siehe Bild) mit solchen von Zebra Technologies ersetzt.
Seit 2015 lässt sich bei Coop über das Kundenkonto der Supercard der automatische Ausdruck der Kassenbons unterbinden. Auch Migros möchte eine solche Funktion künftig anbieten. Coop hat angekündigt, dass der Kassenbon ab dem 13. November 2019 nur noch auf Wunsch ausgedruckt wird. Für die Migros scheint die Sache immer noch sehr komplex, sie arbeite aber an einer Lösung im Kassensystem. Im Jahr 2022 wurde jedoch bekannt, dass Migros infolge erhöhten Diebstählen bei gewissen Filialen gar ein Barrieresystem eingeführt hat, welches sich nur mit dem QR-Code auf dem Kassenzettel oder in der App öffnen lässt. Im April 2023 wurde bekannt, dass die Migros bis Ende des Jahres eine Lösung finden will.
Im März 2019 gab Lidl Schweiz bekannt, noch im selben Jahr Selbstbedienungskassen einzuführen. In einer Filiale startete Lidl am 3. Oktober 2019 mit den ersten drei Selbstbedienungskassen. Im November 2020 teilte Lidl mit, Selbstbedienungskassen in der ganzen Schweiz einzuführen. Aldi Suisse begann im Jahr 2021 ein Test mit einer Selfscanning-App.
H&M, Hornbach und IKEA bieten auch ein self-checkout an.

### Großbritannien
Selbstbedienungskassen sind nicht nur in großen, sondern auch in kleineren städtischen Standorten vieler (Lebensmittel-)Einzelhändler üblich, etwa Tesco, Sainsbury’s oder Waitrose, aber auch Lidl.

### Niederlande
In den Niederlanden erprobt Albert Heijn ein System, mit dem Kunden die Waren gleich bei der Auswahl aus den Regalen scannen können. Kunden können daher die Waren ohne Umweg direkt in die eigene Einkaufstasche packen und müssen sie nicht umpacken, um sie später an der Kasse zu scannen. Das System ähnelt Amazon Go.
Weit verbreiteter im Filialnetz von Albert Heijn sind jedoch Selfscanning-Angebote (Zelfscan), die eine Kundenkarte für die Benutzung des Handscanners voraussetzen und Selfcheckout-Kassen (Scan&Go).